# Doola No. 3
De Doola No. 3 (Koreaans: 두라3호) was een Zuid-Koreaanse tanker. 

## Geschiedenis
- Van 28 februari 2002 tot 9 oktober 2010, Sunrise  Peony (Roepnaam: H9ZA), onder Panamese vlag.
- Van 9 oktober 2010 tot 1 oktober 2011, Doola No. 0 (Roepnaam: DSQZ2), onder Zuid-Koreaanse vlag.
- Van 1 oktober 2011 tot 15 januari 2012, Doola No. 3 (Roepnaam: DSQZ2), onder Zuid-Koreaanse vlag.

## Ramp
Op 15 januari 2012 vond er een explosie aan boord plaats, waarna het schip in tweeën brak. Daarna zonk het schip vlak voor de kust van het eiland Jawol. Van de 16 bemanningsleden, 11 Zuid-Koreanen en 5 Myanmarezen kwamen er 5 om het leven; twee Myanmarezen, één Zuid-Koreaan en twee tot op heden ongeïdentificeerde slachtoffers. Zes bemanningsleden worden nog vermist.